# Gonaxia scalariformis
Gonaxia scalariformis är en nässeldjursart som beskrevs av Vervoort 1993. Gonaxia scalariformis ingår i släktet Gonaxia och familjen Sertulariidae. Inga underarter finns listade i Catalogue of Life.